# Station Sundgauer Straße
Sundgauer Straße is een S-Bahnstation nabij de gelijknamige straat in het Berlijnse stadsdeel Zehlendorf. Het station ligt aan de Wannseebahn en werd geopend op 1 juli 1934.
De Wannseebahn, geopend in 1891, was een van de laatste voorstadslijnen in Berlijn die werd geëlektrificeerd en daardoor onderdeel van het S-Bahnnet werd. In samenhang met de elektrificatie werden er twee nieuwe stations aan de lijn toegevoegd: Feuerbachstraße en Sundgauer Straße. Station Feuerbachstraße opende tegelijkertijd met het begin van de elektrische dienst, op 15 mei 1933; Sundgauer Straße volgde op 1 juli 1934 en is nog altijd het jongste station van de Wannseebahn. Het station bestaat uit een overdekt eilandperron, dat deels onder de Sundgauer Straße ligt, en een uit donkere baksteen opgetrokken toegangsgebouw van de hand van architect Richard Brademann, ten noorden van de sporen. Het geheel is opgenomen op de Berlijnse monumentenlijst.
Station Sundgauer Straße overleefde de Tweede Wereldoorlog ongeschonden en moest alleen aan het einde van de oorlog, toen al het S-Bahnverkeer werd stilgelegd, korte tijd sluiten. Na de oorlog kwam het station in de Amerikaanse sector te liggen en werd het deel van West-Berlijn. De S-Bahn werd echter zowel in het oosten als in het westen van de stad geëxploiteerd door de Oost-Duitse spoorwegen (Deutsche Reichsbahn). Om deze reden werd het vervoermiddel na de bouw van de Muur in 1961 massaal geboycot in West-Berlijn. Het dalende aantal reizigers leidde tot bezuiniging op het onderhoud van stations en sporen, en ook de dienstregeling werd steeds verder uitgedund. Na een staking van het West-Berlijnse S-Bahnpersoneel in september 1980 zou een groot aantal trajecten, waaronder de Wannseebahn, zelfs helemaal niet meer bediend worden. Station Sundgauer Straße sloot zijn deuren en viel snel ten prooi aan verval.
Nadat het stadsvervoerbedrijf BVG in 1984 het westelijke deel van de Berlijnse S-Bahn had overgenomen werd een aantal jarenlang verwaarloosde lijnen opgeknapt en geleidelijk weer in bedrijf genomen. Op 1 februari 1985 kwam de Wannseebahn, die het lijnnumer S1 had gekregen, weer in dienst en stopten er voor het eerst in vier en een half jaar weer treinen in station Sundgauer Straße, dat sindsdien weer onafgebroken in dienst is.